# Rolluik

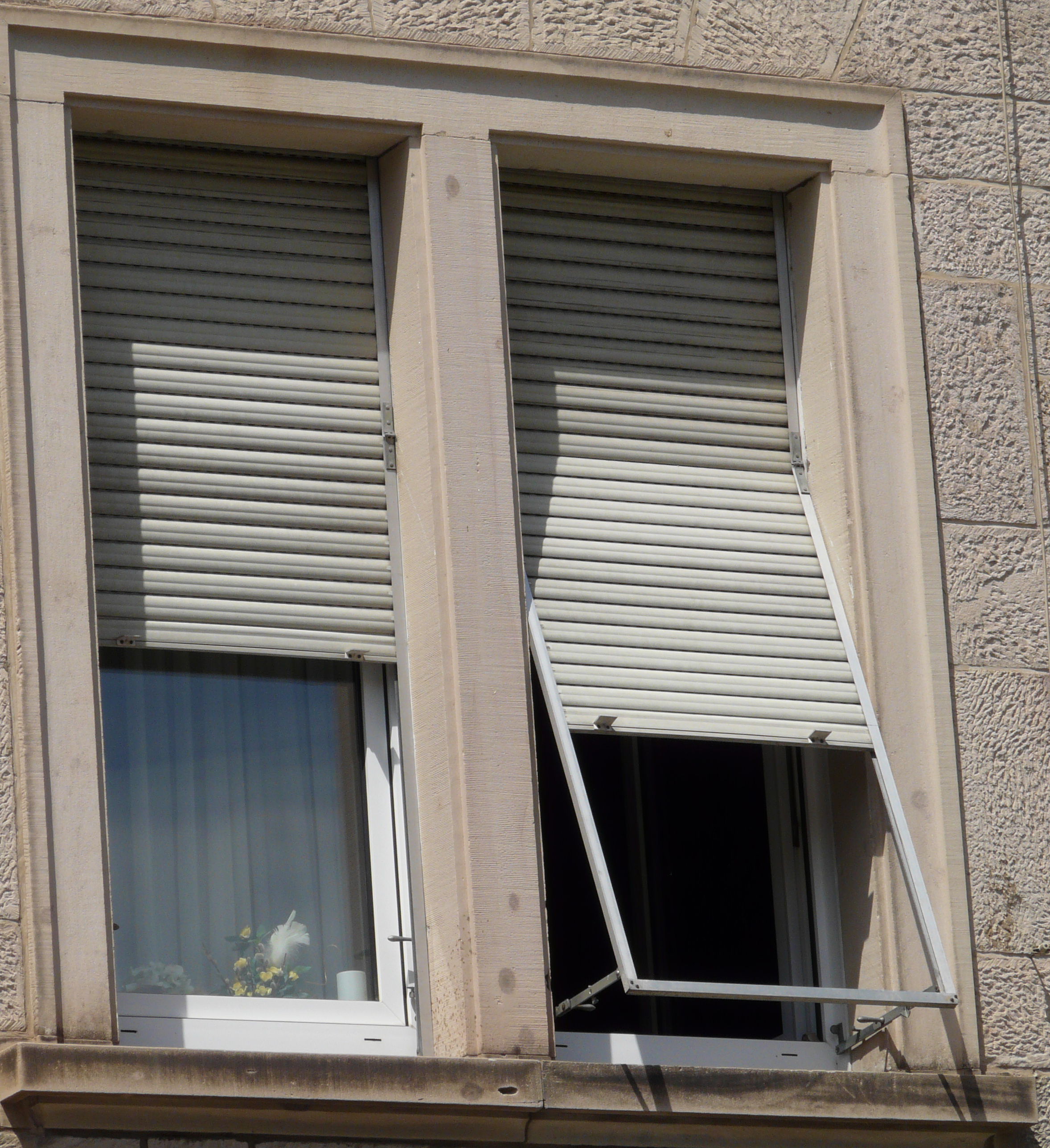
Twee ramen met rolluiken ervoor

Een rolluik is een verticaal bewegende afsluiting voor een raam, deur of andere opening in een gebouw of andere ruimte. Een rolluik kan voor of achter de af te sluiten opening zijn aangebracht en dient als zonnewering of ter voorkoming of voor bemoeilijking van inbraken. Eenzelfde functie hebben ook de gewone luiken; dit zijn doorgaans houten panelen - hangend aan scharnieren - die als een deur open en dicht kunnen. 
Een rolluik bestaat uit metalen of houten lamellen (geprofileerde strippen) die verbonden zijn en daardoor een soepel geheel vormen dat oprolbaar is. De bediening van een rolluik kan manueel (met hand, zwengelmechaniek of veeras) ofwel elektrisch gemotoriseerd (buismotor, opsteekmotor, kettingmotor) zijn.
Een belangrijke toepassing van rolluiken is voor de bescherming van winkels buiten de openingsuren. Deze rolluiken kunnen een rasterpatroon hebben of geheel dicht zijn. Een alternatief voor zulke rolluiken zijn schaarhekken. Er bestaan ook geheel doorzichtige rolluiken gemaakt van polycarbonaat schalmen.
Een andere belangrijke toepassing voor een rolluik is het lichtdicht en geluidsarm afsluiten van ramen of deuren in een huis. Deze rolluiken bestaan uit aluminium, pvc of, zeer zelden, houten lamellen. De aluminium lamellen zijn meestal gevuld met schuim. Dit is gedaan ter versteviging en voor (geluids)isolatie.
Rolluiken zijn wel inbraakvertragend, maar niet inbraakwerend. Wel zijn er tegenwoordig rolluiken met het Politiekeurmerk Veilig Wonen. Deze hebben een blokkeersysteem, waarbij blokkade per lamel optreedt indien men probeert het pantser te forceren. Deze variant is daardoor wel inbraakwerend.
Een derde toepassing voor een rolluik is de parkeergarageafsluiting, waarmee wordt voorkomen dat zich na sluitingstijd onbevoegde personen in de garage begeven. Vanwege de ventilatie wordt hier vaak voor een open rolhek gekozen.
In Nederland hebben de meeste woningen geen rolluiken. In het zuiden van Nederland vindt men wel veel zogenaamde opbouwrolluiken. In België zijn rolluiken standaard in de meeste huizen aanwezig. In meer zuidelijke landen, waar mensen tijdens de heetste periode van de dag enkele uren slapen, worden rolluiken uitgebreid toegepast om licht en warmte buiten de huizen te houden.